# Hogan Bassey

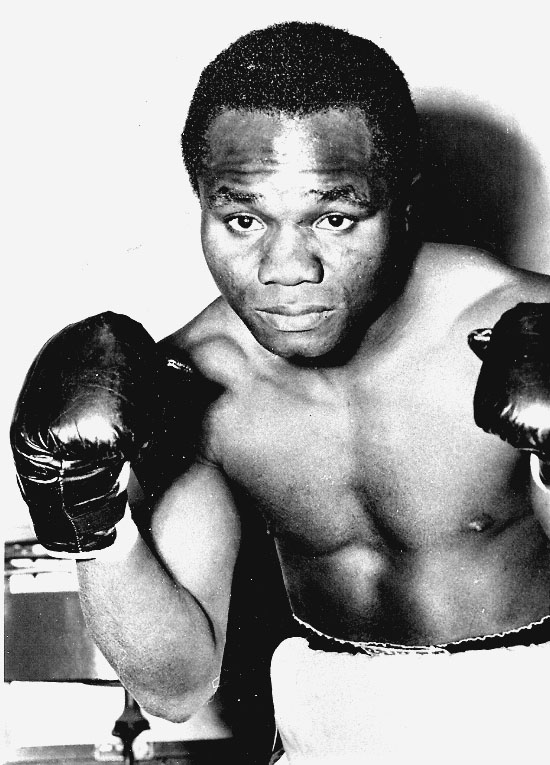
Hogan Bassey

Hogan Bassey (* 3. Juni 1932 in Calabar, Nigeria; † 26. Januar 1998 in Lagos, Nigeria) war ein nigerianischer Boxer im Federgewicht.

## Profi
Am 24. Juni des Jahres 1957 gewann Bassey die vakante universelle Weltmeisterschaft, als er den gebürtigen Algerier Cherif Hamia in einem auf 15 Runden angesetzten Kampf in der 10. Runde durch technischen K. o. besiegte. Am 18. März 1959 verlor er diesen Titel gegen Davey Moore. Als er das Rematch gegen Moore im August desselben Jahre ebenfalls verlor, beendete er daraufhin seine Karriere.